# Sailing the Seas of Cheese
Sailing the Seas of Cheese es el segundo álbum de estudio de la banda estadounidense de funk metal Primus. 
El álbum fue certificado disco de oro por la RIAA el 16 de marzo de 1993 y platino el 7 de diciembre de 2001.

## Lista de canciones
Todas las letras escritas por Les Claypool, toda la música compuesta por Primus, con colaboración de Todd Huth en «Sgt. Baker» y en «Tommy the Cat». 
| N.º   | Título                                       | Duración |  |
| 1.    | «Seas of Cheese»                             | 0:42     |  |
| 2.    | «Here Come the Bastards»                     | 2:53     |  |
| 3.    | «Sgt. Baker»                                 | 4:13     |  |
| 4.    | «American Life»                              | 4:31     |  |
| 5.    | «Jerry was a Racer Car Driver»               | 3:11     |  |
| 6.    | «Eleven»                                     | 4:18     |  |
| 7.    | «Is it Luck?»                                | 3:27     |  |
| 8.    | «Grandad's Little Ditty»                     | 0:37     |  |
| 9.    | «Tommy the Cat»                              | 4:14     |  |
| 10.   | «Sathington Waltz»                           | 1:42     |  |
| 11.   | «Those Damned Blue-Collar Tweekers»          | 5:18     |  |
| 12.   | «Fish On (Fisherman Chronicles, Chapter II)» | 7:42     |  |
| 13.   | «Los Bastardos»                              | 2:39     |  |
| 45:27 |                                              |          |  |

## Créditos
Primus
- Tim Alexander - batería, Jarra de agua
- Larry LaLonde - guitarra eléctrica, banjo
- Les Claypool: bajo, contrabajo, bajo fretless, clarinete, voz

Músicos invitados
- Tom Waits - voz en «Tommy the Cat»

Producción
- Ingeniería por Ron Regler
- Asistentes de ingeniero: Dave Luke, Nancy Schartau, Drew Walters
- Masterizado por Chris Bellman